# NetherRealm Studios
NetherRealm Studios（藝術化字體為NetheЯRealm Studios）是總部設於美國芝加哥和伊利諾州的遊戲開發者。NetherRealm Studios 於2010年5月成立以取代華納兄弟互動娛樂的華納遊戲芝加哥分公司。NetherRealm Studios由共同創作過《真人快打》的資深遊戲程序師艾德·布恩負責，開發的格鬥遊戲有真人快打系列和超級英雄：武力對決系列。

## 歷史
2009年2月12日，持有《真人快打》智慧財產權的遊戲開發商Midway Games依據美國破產法第十一章在美國提出破產申請。華納兄弟之後在2009年7月10日獲得了Midway Games包括《真人快打》、《這是維加斯》和公司組織結構的大多數資產。當華納兄弟關閉多數Midway Games設於伊利諾州芝加哥、加州聖地牙哥和英格蘭利物浦的總部和開發工作室時，只保留了Midway Games芝加哥開發工作室，並將其納入華納兄弟互動娛樂旗下。該工作室幾天後更名為華納遊戲芝加哥分公司。2010年4月20日，工作室改組為 NetherRealm Studios，取代了華納遊戲芝加哥分公司。
NetherRealm Studios 的第一款遊戲是《真人快打》，這款發行於2011年4月的遊戲是真人快打系列的第九作也是《真人快打系列》的重啟作品。他們以DC宇宙為題材的遊戲《超級英雄：武力對決》在2013年發售。這兩款遊戲的成功促使了相關續作的誕生，分別是2015年發行的《真人快打X》和2017年的《超級英雄：武力對決2》同時，NetherRealm Studios 也研發了《蝙蝠俠：阿卡漢城市 封閉》、《蝙蝠俠：阿卡漢起源》和《WWE 不朽傳奇》的Android和iOS版本。 NetherRealm Studios 的最新遊戲《真人快打11》於2019年4月23日發售。

## 遊戲開發
| 發行年分 | 遊戲標題                    | 平台 | 平台 | 平台   | 平台  | 平台            | 平台 | 平台 | 平台 | 平台    | 平台 | 平台 |
| 發行年分 | 遊戲標題                    | PS3  | PS4  | PSVita | Wii U | Nintendo Switch | Win  | X360 | XOne | Android | iOS  |      |
| -------- | --------------------------- | ---- | ---- | ------ | ----- | --------------- | ---- | ---- | ---- | ------- | ---- | ---- |
| 2011     | 真人快打                    | 是   | 否   | 是     | 否    | 否              | 是   | 是   | 否   | 否      | 否   |      |
| 2011     | 真人快打街機收藏輯          | 是   | 否   | 否     | 否    | 否              | 是   | 是   | 否   | 否      | 否   |      |
| 2011     | 蝙蝠俠：阿卡漢城市 封閉     | 否   | 否   | 否     | 否    | 否              | 否   | 否   | 否   | 是      | 是   |      |
| 2013     | 超級英雄：武力對決          | 是   | 是   | 是     | 是    | 否              | 是   | 是   | 否   | 是      | 是   |      |
| 2013     | 蝙蝠俠：阿卡漢起源 (手機版) | 否   | 否   | 否     | 否    | 否              | 否   | 否   | 否   | 是      | 是   |      |
| 2015     | 真人快打X                   | 否   | 是   | 否     | 否    | 否              | 是   | 否   | 是   | 是      | 是   |      |
| 2015     | WWE 不朽傳奇                | 否   | 否   | 否     | 否    | 否              | 否   | 否   | 否   | 是      | 是   |      |
| 2016     | 真人快打XL                  | 否   | 是   | 否     | 否    | 否              | 是   | 否   | 是   | 否      | 否   |      |
| 2017     | 超級英雄：武力對決2         | 否   | 是   | 否     | 否    | 否              | 是   | 否   | 是   | 是      | 是   |      |
| 2019     | 真人快打11                  | 否   | 是   | 否     | 否    | 是              | 是   | 否   | 是   | 否      | 否   |      |

## 外部連結
- 官方网站